# Українське видавництво
«Українське видавництво» у Кракові-Львові — видавництво засноване в грудні 1939 з осідком у Кракові і діяло до березня 1945 як спілка з обмеженою порукою. Ввійшло до історії української культури як найбільший видавничий осередок часів Другої світової війни. Єдине дозволене німецькою владою українське видавництво в Генерал-Губернаторстві. Діяльність видавництва, яке було тісно пов'язане з Українським Центральним Комітетом, утруднювала сувора німецька цензура (зокрема преси та шкільних книжок) — і брак паперу.

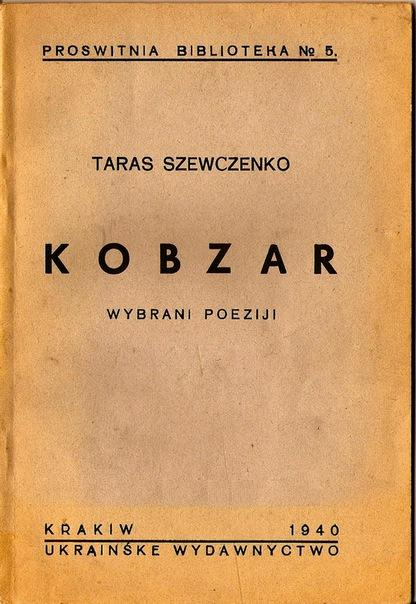
Титулка «Kobzara» Тараса Шевченка, виданого 1940 року в Українському видавництві. Для цієї книги використано латинську абетку.

Різножанрова продукція видавництва (книжки, газети, журнали, аркушеві друки) ввібрала багато фактів, подій, епізодів тогочасного життя українців, насамперед у Генерал-губернаторстві, але також у Німеччині, Райхскомісаріаті Україна й на інших підкорених територіях Центрально-Східної Європи.
Його авторами були Богдан Лепкий і Святослав Гординський, Іван Крип'якевич і Михайло Возняк, Дмитро Дорошенко і Дмитро Чижевський, Євген Маланюк і Тодось Осьмачка, Юрій Клен і Михайло Орест, Юрій Косач і Юрій Шевельов.
У видавництві як у спілці з обмеженою порукою 65 % «паїв» належало номінально Володимиру Кубійовичеві, який весь час був головою його Надзірної Ради. Директорами були: до травня 1940. Євген-Юлій Пеленський, згодом Іван Зілинський та Іван Коцур, з червня 1941 — Іван Зілинський, з літа 1944 — Остап Тарнавський; заступником директора був Ігор Федів.

## Діяльність
На початку діяльності «Українське видавництво» мусило насамперед задовольняти потреби півмільйонного українського населення на Холмщині й Підляшші: Лемківщині й Посянні, — де майже не було жодних українських книжкових фондів, і, в другу чергу, утікачів з Галичини й Волині. Книжкова продукція передусім забезпечувала шкільну молодь підручниками (37 % усієї продукції), дітей і юнацтво відповідною лектурою, далі — селянські маси та Українське Освітнє Товариство, для яких видавництво комплектувало бібліотеки з своїх та інших видань). З красного письменства появилися майже винятково передруки (твори Б. Лепкого, В. Бірчака, В. Кархута), 16 книжок присвячено окраїнам: Холмщині (серед інших праця М. Кордуби «Історія Холмщини й Підляшшя»), Лемківщині і Посянню; найбільший наклад мали «Історія України» і «Кобзар» Т. Шевченка. До середини 1941 видано 195 книжок, у 1940 одна книжка, що виходила в «Українському видавництві», припадала на 0,7 українця (для порівняння: 1937 в Польщі на 4,4 українців).
З газет і журналів вже з січня 1940 виходила газета «Краківські вісті» (з листопада 1940 щоденник, разом з нею почав виходити популярний тижневик «Краківські вісті») і місячник для дітей «Малі друзі», з квітня 1940 літературно-мистецький місячник «Ілюстровані вісті», з жовтня місячник для юнацтва «Дорога».
По звільненні Львова від большевиків у липні постало самостійне «Українське видавництво» (з краківським — мало тільки однакову назву), яке опісля і частково співпрацювало з краківським «Українським видавництвом». Воно видало до кінця 1941 37 книжок накладом 857 190 примірників (книжки з історії, правописний словник, шкільні підручники, передруки праць з літератури і мовознавства, що виходили в УРСР, але згодом були заборонені). Одночасно постав галицький відділ німецького газетного концерну (В-во часописів і журналів у Генеральній Губернії), який, почав видавати українською мовою «Львівські вісті» (український незалежний щоденник «Щоденні Вісті» заборонено) і намагався не допустити поширення діяльності «Українських Вістей» на Галичину, — а навіть його ліквідувати. Гострі українські протести (серед інших, інтервенції К. Левицького і Кость Паньківського у Львові та Володимира Кубійовича в Кракові) довели до компромісу: «Українське видавництво» могло поширити діяльність на Галичину, створити філію у Львові, де одержало дві друкарні, і видавати журнал «Наші Дні», натомість «Львівські вісті» далі залишилися власністю німецького видавництва. Відтоді працювали два його відділи: у Кракові (його очолював І. Федів і там був осідок дирекції) та у Львові під керівництвом М. Матчака, де друкувалася більшість видань і діяла редакція «Українського видавництва» з М. Шлемкевичем на чолі (постійні співробітники: В. Сімович, P. Храпливий, Б. Гошовський, С. Гординський, Ю. Стефаник, Іван Крип'якевич та інші).
У 1942—1943 в «Українському видавництві» вийшли 212 неперіодичних видань, з того чисел 71 у Кракові, 141 — у Львові. Тоді ж появилося значно більше книжок з літератури: головно передруки, серед них твори майже доти невідомих у Галичині письменників з центральних і східних земель, переважно репресованих (О. Близька, Б. Антоненка-Давидовича, В. Підмогильного, М. Куліша, М. Зерова, О. Слісаренка та ін.); вийшли повні видання творів В. Стефаника й Леся Мартовича; твори І. Багряного, М. Зерова, Т. Осьмачки, М. Куліша, В. Ґжицького, В. Чапленка, М. Ореста й ін. Для потреб масового читача виходили у 1942—44 місячні випуски «Вечірньої Години» (наклад 15 000) та серія «Книжки для всіх». Чимало видань було присвячено історії України (Д. Дорошенка й ін.) та шевченкознавству.
Видання наукових праць було далі обмежене (вийшли праці Я. Пастернака «Старий Галич» і В. Кубійовича «Географія України»). Між роками 1943—44 появилося регіональне видання тижневика «Краківські вісті» — «Холмська Земля»; між 1942—44 місячник «Наші Дні», що об'єднував письменників і діячів культури з усіх українських земель. Українська преса в Генеральній Губернії обслуговувала також українців у Німеччині й Чехословаччині.
Воєнні події гальмували, а з квітня 1944 зовсім припинили діяльність Львівського відділу «Українського видавництва». Краківський відділ працював до осени 1944, потім його редакція В. перенеслася до Відня, де побачило світ кілька книжок і де виходили «Краківські вісті».
В «Українському видавництві» працювало осіб із 100, в тому числі понад 20 у редакції (значно більше було непостійних співробітників — переважно вчених і діячів культури). Крім опублікованих творів, видавництво замовляло і порядком допомоги платило гонорари за твори, що їх не можна було тоді публікувати, зокрема вченим з центральних і східних земель. На культурні цілі йшов також весь прибуток видавництва.
Кількість книжкової та іншої неперіодичної продукції «Українського видавництва» видно з таблиць (у дужках самих книжок):
| 1940  | 135 (106) | 809,5 (435,5)   | 7000 (6500)   |
| 1941  | 119 (107) | 1371,0 (1107,8) | 7 187 (5038)  |
| 1942  | 80 (66)   | 838,9 (484,9)   | 4883 (4485)   |
| 1943  | 132 (94)  | 1992,6 (723,5)  | 7400 (6398)   |
| 1944  | 52 (40)   | 400,9 (279,4)   | 2730 (2 465)  |
| 1945  | 26 (21)   | 370,2 (246,5)   | 1700 (1 240)  |
| Разом | 544 (434) | 5783,1 (3277,6) | 30900 (26126) |

| Роки  | Чисел | Примірників у млн. |
| ----- | ----- | ------------------ |
| 1940  | 197   | 1,3                |
| 1941  | 373   | 3,6                |
| 1942  | 379   | 4,5                |
| 1943  | 441   | 6,2                |
| 1944  | 379   | 7,5                |
| 1945  | 70    | 1,6                |
| Разом | 1839  | 24,7               |

За весь час з'явилося 1 416 чч. щоденника «Краківські вісті» (18,0 млн примірників), 204 чч. тижневика «Краківські вісті» (3,4 млн), «Холмської Землі» — 81 (0,8 млн), «Малих друзів» — 50 (1,0 млн), «Дороги» — 38 (0,3 млн), «Ілюстрованих Вістей» — 20 (0,1 млн), «Наших Днів» — 25 (1,3 млн).